# Thomas Bateson (1er baron Deramore)
Pour les articles homonymes, voir Thomas Bateson et Bateson.
Thomas Bateson (4 juin 1819 - 1er décembre 1890), connu sous le nom de Thomas Bateson, 2e baronnet de 1863 à 1885, est un pair britannique et un homme politique du Parti conservateur.

## Biographie
Bateson est le fils de Robert Bateson (1er baronnet), de Belvoir Park, County Down et Catharine Dickson. Après avoir fréquenté le Collège militaire royal de Sandhurst, il sert comme officier dans le 13th Light Dragoons et atteint le grade de capitaine.
Bateson est élu pour la première fois à la Chambre des communes en 1844 en tant que député conservateur du Parlement du comté de Londonderry, mais il démissionne de ce siège en 1857. Il est réélu à nouveau en 1864 en tant que député de Devizes, siège qu'il conserve jusqu'en 1885. Il est lord junior du Trésor dans le gouvernement protectionniste en 1852 de Lord Derby.
Il succède à son père après sa mort en 1863, comme baronnet. En 1885, il est créé baron Deramore, de Belvoir, dans le comté de Down dans la pairie du Royaume-Uni. Comme il n'avait pas de fils, il a pour héritier son jeune frère, George, qui est devenu le deuxième baron et troisième baronnet. Bateson est sous -lieutenant de Down.

## Mariage et descendance
Le 24 février 1849, il épouse Caroline Elizabeth Anne Rice-Trevor, la deuxième fille et cohéritière de George Rice-Trevor (4e baron Dynevor). Ils ont deux filles: 
- Eva Frances Caroline Bateson (décédée le 18 mai 1940), mariée à David Alfred Ker
- Kathleen Mary Bateson (décédée le 20 juillet 1935), mariée à Walter Randolph Farquhar